# 元興 (李天極)
元興（げんこう）は、清代に李天極が自立して建てたとする説のある私年号。1705年。
李崇智は謝国楨『南明史略』付録「大事年表」に「雲南の李天極、朱六非が1707年（丁亥年）に元興元年を称した」とあるのを引いた上で、1706年文興3年を称した魏枝葉の顛末と類似している点を根拠に、この元号の存在を否定している。

## 西暦・干支との対照表
| 元興 | 元年     |
| 西暦 | 1705年   |
| 干支 | 乙酉     |
| 清   | 康熙44年 |